# Overwinningsmedaille (Portugal)
De Overwinningsmedaille, (Portugees: "Médalha da Victoria") ook wel "Intergeallieerde Medaille 1914-1918" of, vanwege de tekst die in veel geallieerde landen op de keerzijde verscheen "Medaille van de Oorlog voor de Beschaving" genoemd, is de Portugese Intergeallieerde Medaille die na de overwinning in de Eerste Wereldoorlog aan veteranen werd uitgereikt.
De medaille werd op ingesteld op 15 juli 1919 ingesteld door president Manuel José de Arriaga Brum de Silveira e Peyrelongue. De medaille werd uitgereikt aan allen die na 9 maart 1916 dienstdeden in het gemobiliseerde Portugese leger dat 56.000 manschappen, vooral artilleristen, naar Frankrijk stuurde.Portugal vocht ook in Afrika mee tijdens het veroveren van de Duitse koloniën.
De Portugese verliezen waren hoog; 8.145 mannen sneuvelden, 13.751 werden verwond en 12.318 raakten in gevangenschap of werden vermist. Portugal reikte 100.000 van deze overwinningsmedailles uit.
Op het revers van kostuums werd ook een kleine knoopsgatversiering in de kleuren van het lint gedragen. Op rokkostuums droeg men een miniatuur, een verkleinde versie van de medaille aan een klein lint of een kleine ketting. Op uniformen werd een baton gedragen.
De geallieerden hadden afgesproken dat het zijden lint van al hun overwinningsmedailles gelijk zou zijn. Ook de Portugese medaille kreeg daarom de kleuren van de regenboog.

## De Portugese medaille
De ronde bronzen medaille werd door João Da Silva (1880-1960) ontworpen. Op de voorzijde is een gevleugelde Godin van de Overwinning afgebeeld. Zij houdt een fakkel in de rechterhand. In de linkerhand houdt zij een lauwerkrans. Op de keerzijde staat "MEDALHA DA VITTORIA".
De medaille werd aan een lint in de kleuren van de regenboog op de linkerborst gedragen. Zoals in Portugal gebruikelijk is, is op het lint een gesp aangebracht.